# Värnamo Nyheter
Värnamo Nyheter (VN) er en politisk uafhængig lokalavis som udgives i Värnamo, Gislaved, Gnosjö, Smålandsstenar, Hyltebruk, Skillingaryd, Vaggeryd og Rydaholm. Avisen blev grundlagt i 1930. 
Avisen udkommer mandag til torsdag. Om fredagen udgives gratisavisen VN Fredag. Avisen er sandsynligvis Sveriges sidste dagblad med en forside helt bestående af annoncer. Avisen ejes af Herenco-koncernen, hvor den indgår i Hall-Pressen.

## Eksternt link
- Värnamo Nyheter